# Ora (azienda)
Ora è una casa automobilistica cinese di proprietà della Great Wall Motors specializzata in auto elettriche, lanciata nel 2018.

## Storia
Great Wall Motors ha annunciato la creazione del nuovo marchio Ora, dedicato a una nuova gamma di auto elettriche, nel maggio 2018. Secondo Great Wall Motors, Ora significa “aperto, affidabile e alternativo” in inglese.
Inizialmente vennero lanciati due modelli: il crossover iQ5 (ora iQ) e la city car R1 (ora Funky Cat).
Le vendite della iQ hanno ufficialmente dato il via al marchio nell'agosto 2018.
Il terzo modello Ora R2 (ora White Cat) è stato presentato per la prima volta in anteprima a giugno 2019, con la produzione che è iniziata ufficialmente a luglio 2020.
Secondo quanto riferito, la denominazione dei veicoli della serie "Cat" (gatto) si basa su una famosa citazione di Deng Xiaoping: "Non importa se è un gatto bianco o un gatto nero; finché può catturare i topi, è un buon gatto".
Alla fine del 2022 il marchio è stato lanciato in Francia e Germania tramite il gruppo Emil Frey. Nel corso del 2023 Ora verrà offerto in altri mercati europei.

## Modelli

### In produzione

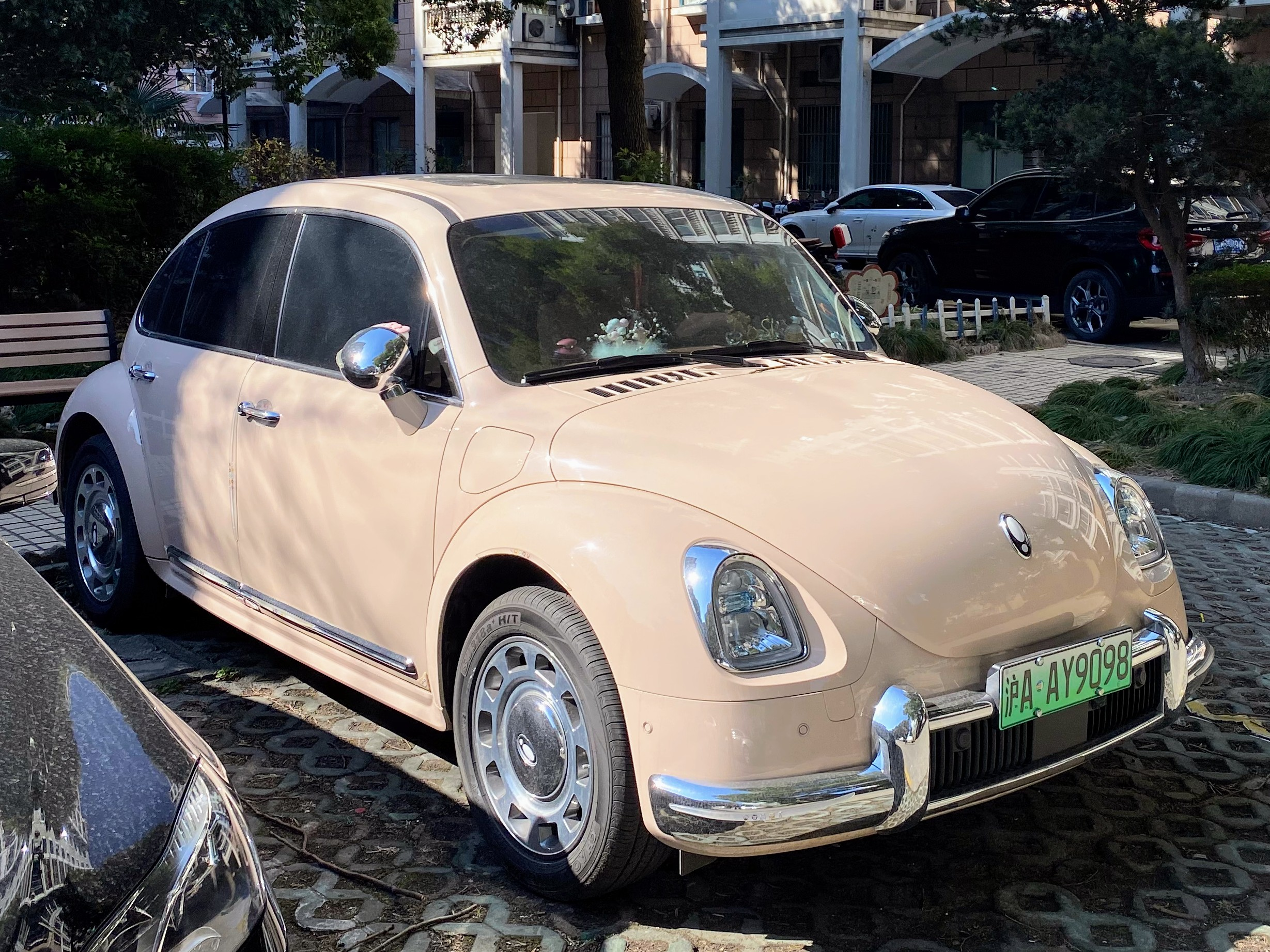
Ora Good Cat
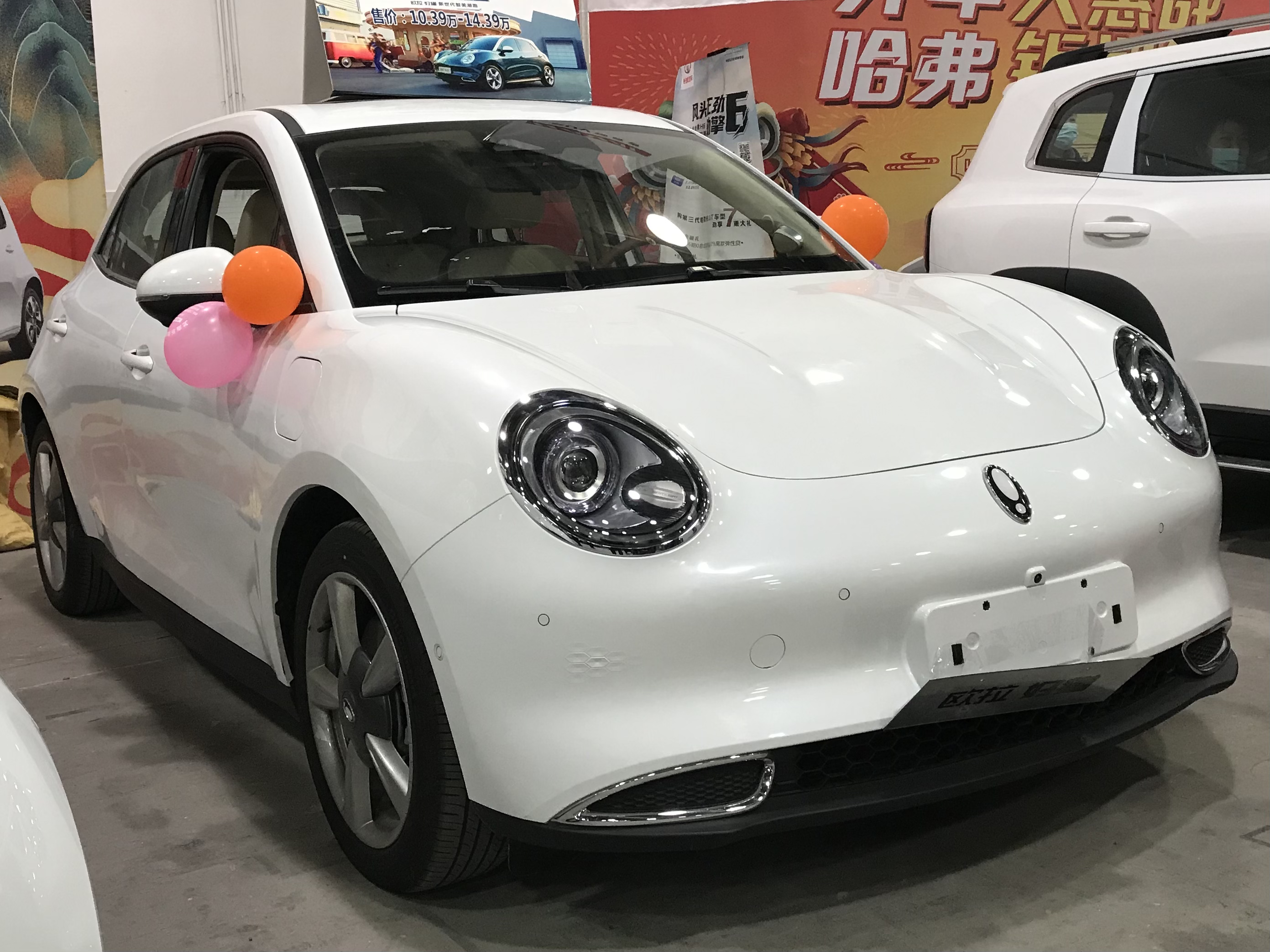
Ora Lightning Cat
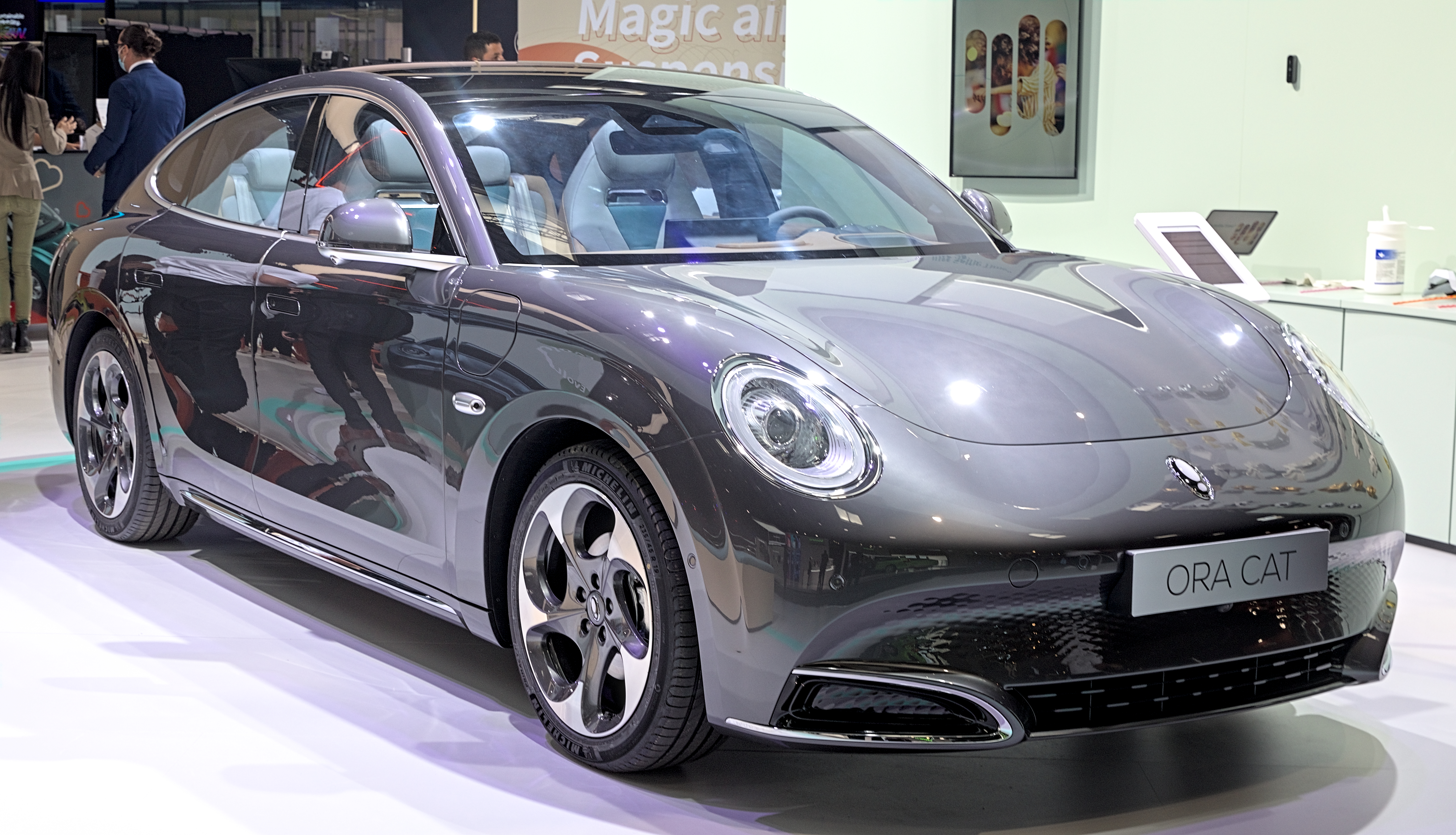
Ora Ballet Cat
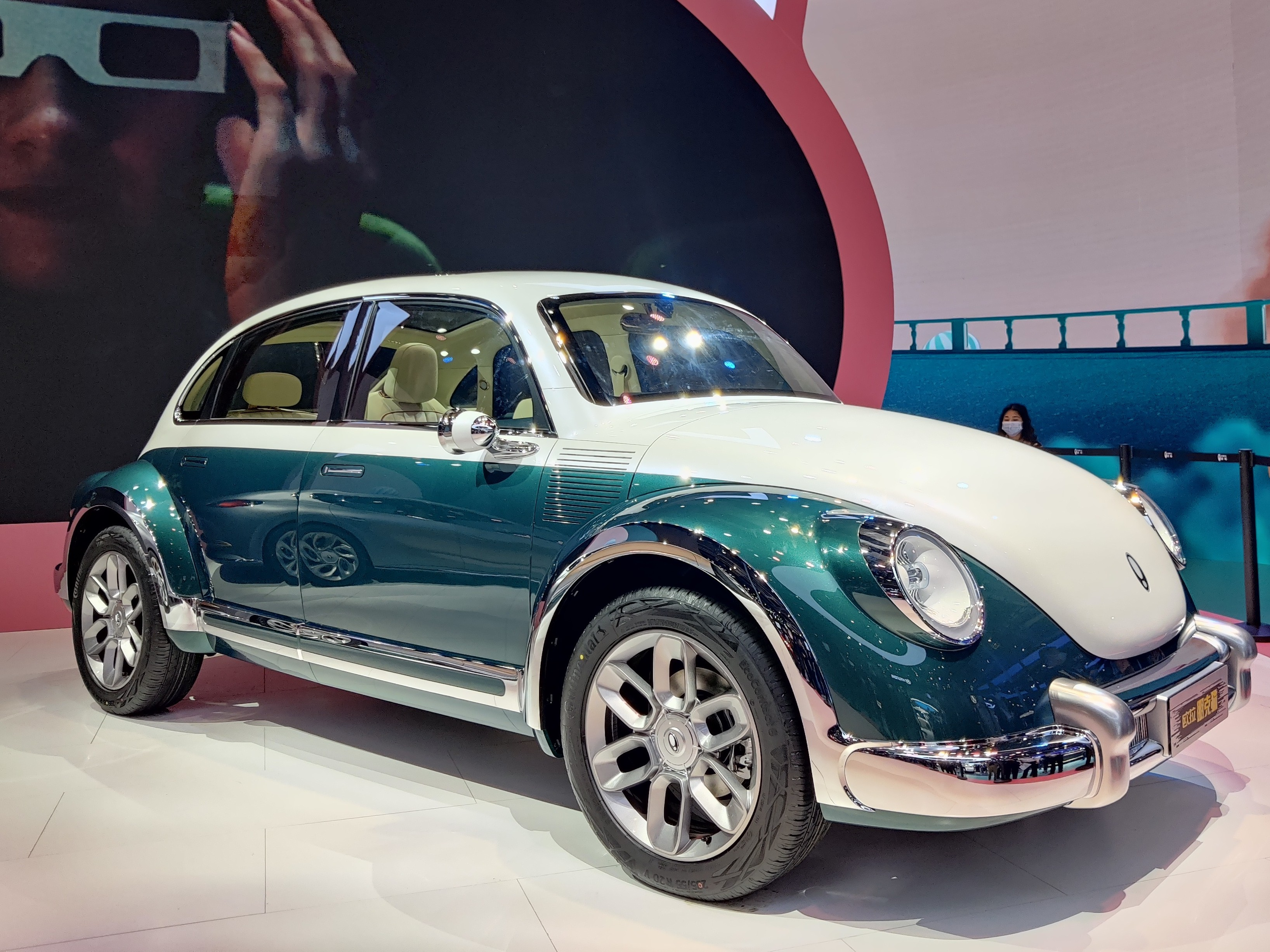
Ora Punk Cat

- Ora Ballet Cat
- Ora Funky Cat (R3)
- Ora Lightning Cat
- Ora Punk Cat

### Fuori produzione
- Ora iQ (2018-2020)
- Ora Black Cat (2019—2022)
- Ora White Cat (2020—2022)

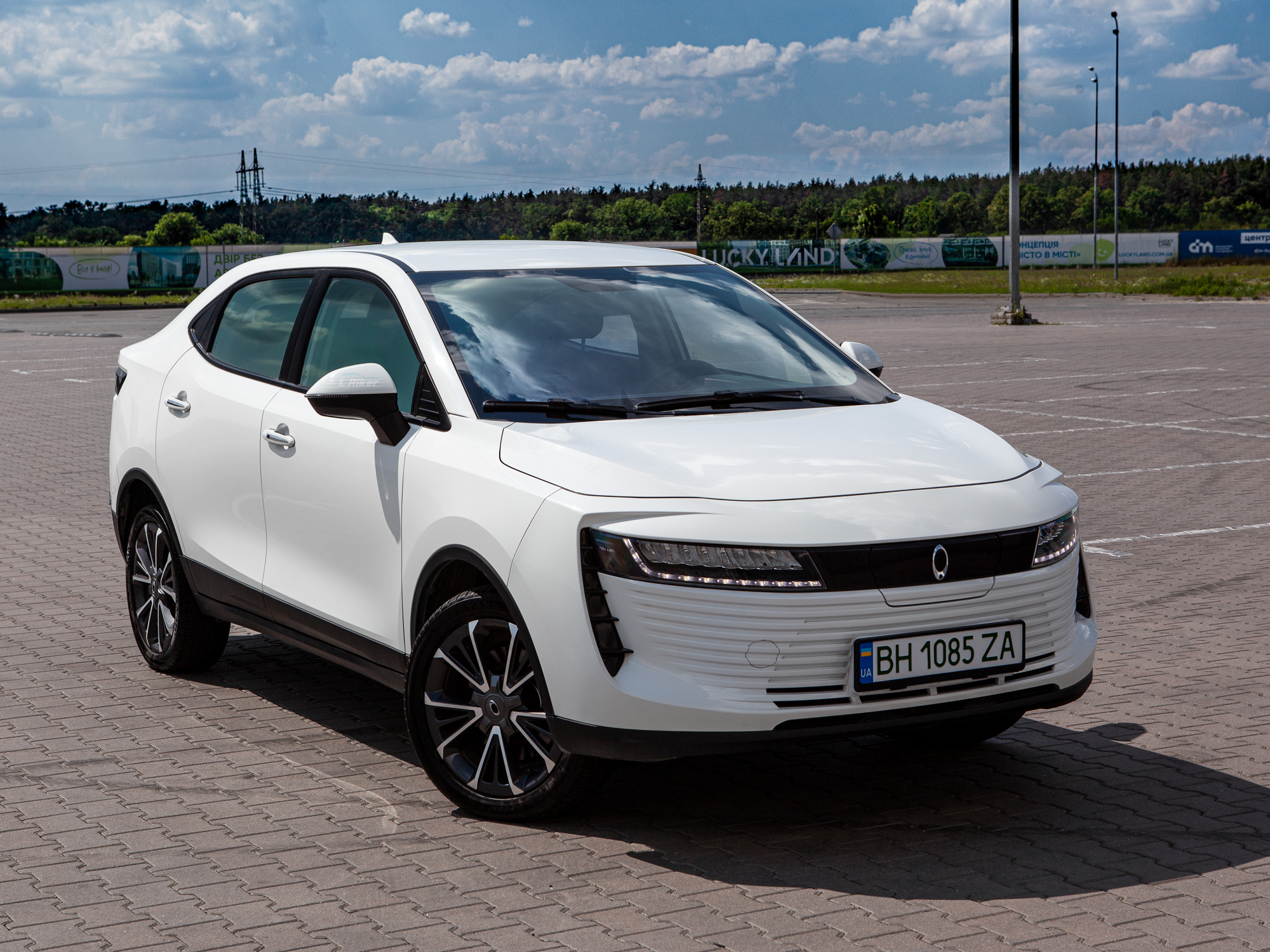
Ora iQ
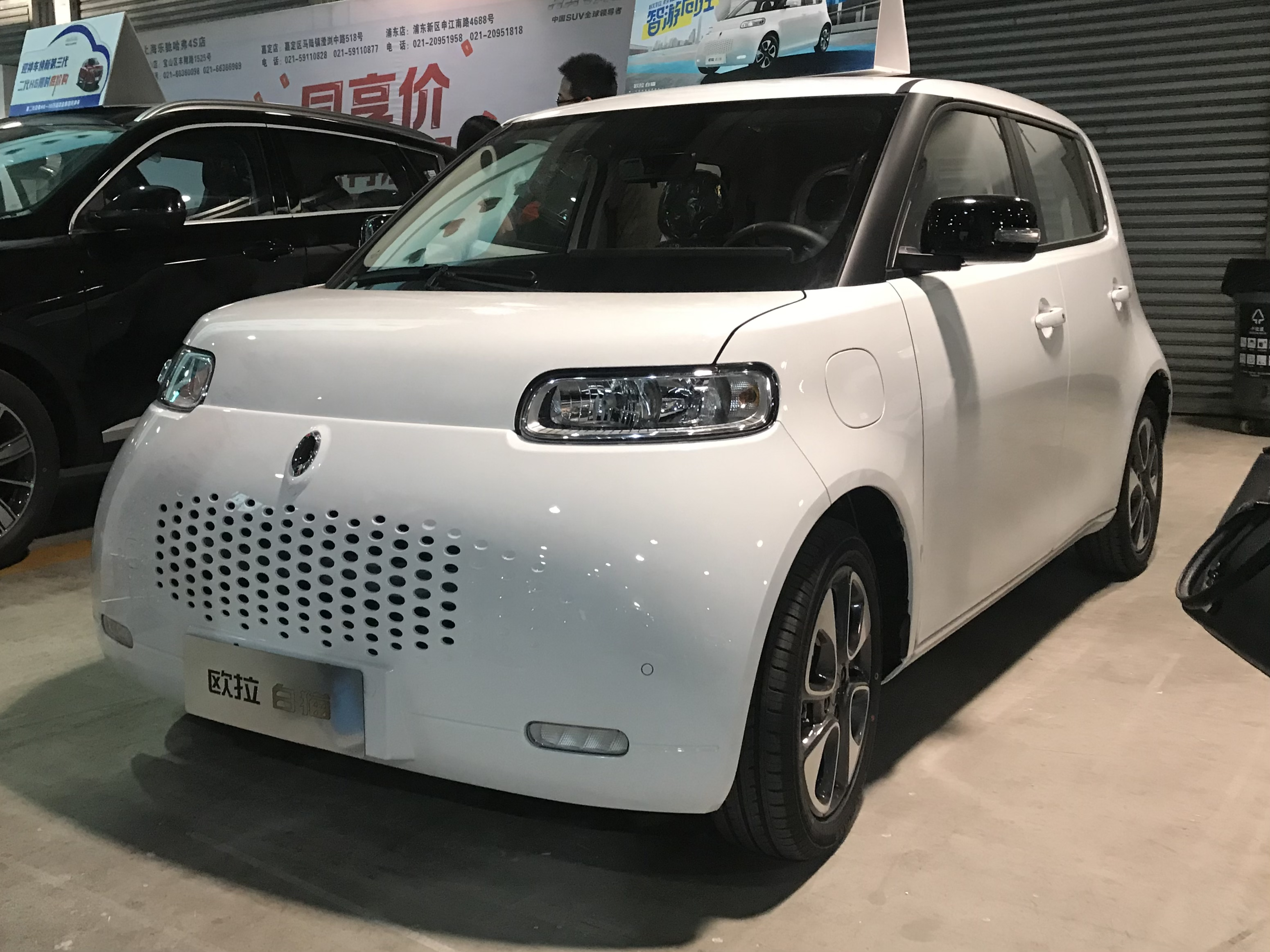
Ora White Cat (R2)
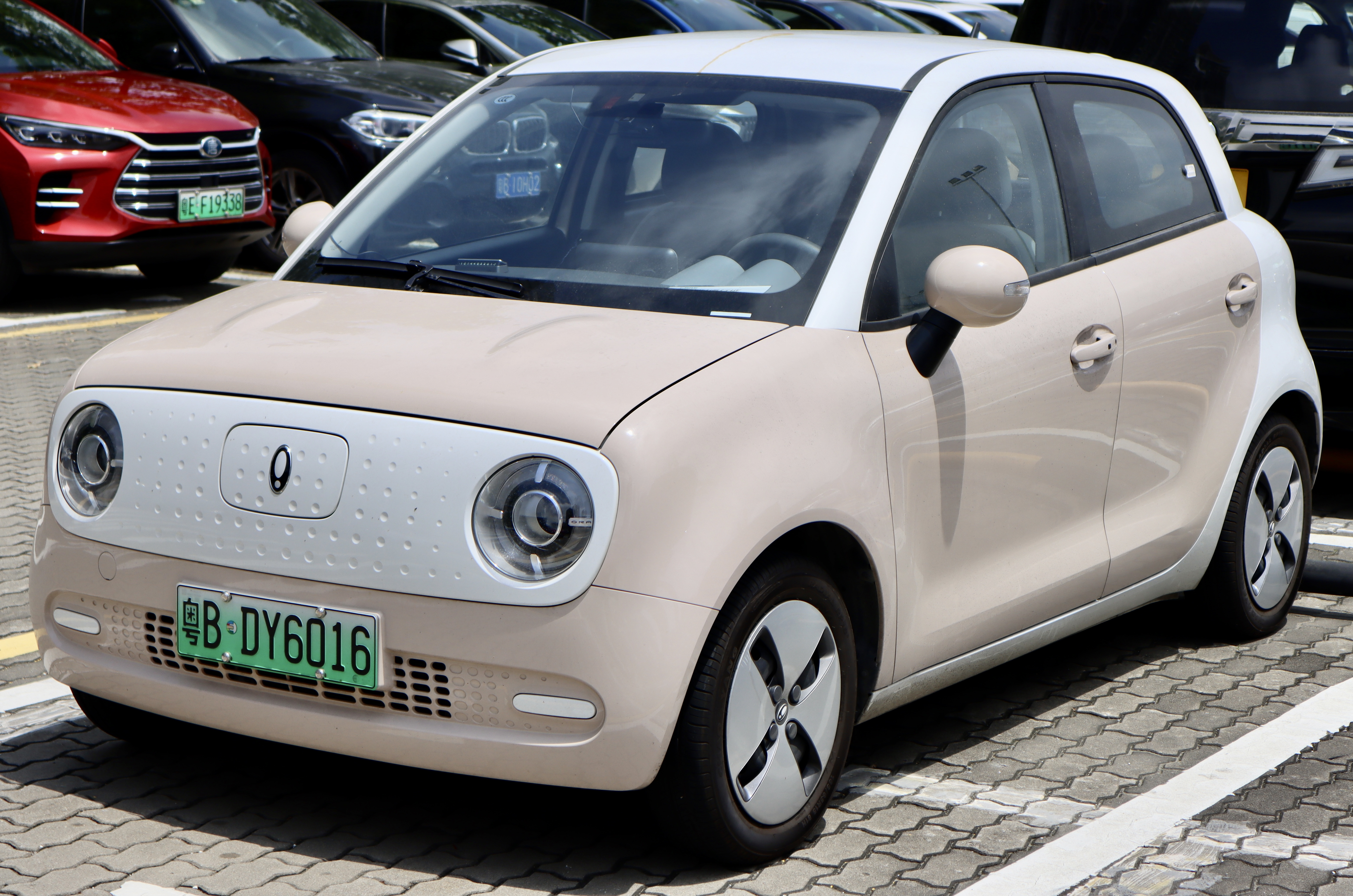
ORA Black Cat